# Zapadnoafrička morska krava
Zapadnoafrička morska krava (lat. Trichechus senegalensis) je vrsta morske krave, član vodenih sisavaca reda Sirenia.

## Opis
Poput ostalih morskih krava, zapadnoafrička morska krava u potpunosti je prilagođena na život u podmorju. Postiže dužinu od 4,5 metra i teže više od oko 360 kilograma. Nema stražnjih udova. Stražnje noge stopljene do repa, služe za kretanje.

## Stanište
Zapadnoafrička morska krava nalazi se u obalnim područjima zapadne Afrike, od Angole na jugu do Mauritanije na sjeveru. Osim u oceanu, ponekad obitavaju u rijekama i jezerima npr. u Čadu, Maliju i Nigeru.

## Odnos s ljudima
Zbog lova radi mesa, masti, kože i kostiju, zapadnoafrička morska krava gubi na brojnosti i sada je klasificirana kao ranjiva vrsta.